# Lista de municípios de Mato Grosso do Sul por PIB (2008)
Lista do PIB e PIB per capita nominal de Mato Grosso do Sul por município divulgado pelo IBGE (dados de 2008).

## PIB total
Relação do PIB total dos municípios.
| Posição | Município                  | PIB (R$ 1.000) |
| ------- | -------------------------- | -------------- |
| 1º      | Mato Grosso do Sul (total) | 33.144.944     |
| 2°      | Campo Grande               | 10.462.086     |
| 3º      | Dourados                   | 2.872.065      |
| 4º      | Corumbá                    | 2.846.250      |
| 5º      | Três Lagoas                | 1.518.087      |
| 6º      | Ponta Porã                 | 726.502        |
| 7º      | Maracaju                   | 700.372        |
| 8º      | Naviraí                    | 603.860        |
| 9º      | Nova Andradina             | 597.429        |
| 10º     | Rio Brilhante              | 586.648        |
| 11º     | Sidrolândia                | 581.603        |
| 12º     | Chapadão do Sul            | 520.499        |
| 13º     | São Gabriel do Oeste       | 498.162        |
| 14º     | Paranaíba                  | 483.746        |
| 15º     | Ribas do Rio Pardo         | 402.949        |
| 16º     | Aquidauana                 | 398.907        |
| 17º     | Costa Rica                 | 398.625        |
| 18º     | Coxim                      | 374.895        |
| 19º     | Amambai                    | 333.844        |
| 20º     | Aparecida do Taboado       | 328.265        |
| 21º     | Caarapó                    | 306.588        |
| 22º     | Bataguassu                 | 305.900        |
| 23º     | Água Clara                 | 276.058        |
| 24º     | Nova Alvorada do Sul       | 226.888        |
| 25º     | Itaporã                    | 226.826        |
| 26º     | Sonora                     | 223.589        |
| 27º     | Aral Moreira               | 214.752        |
| 28º     | Bela Vista                 | 212.800        |
| 29º     | Cassilândia                | 212.279        |
| 30º     | Rio Verde de Mato Grosso   | 209.970        |
| 31º     | Miranda                    | 206.377        |
| 32º     | Anastácio                  | 204.244        |
| 33º     | Camapuã                    | 202.011        |
| 34º     | Jardim                     | 196.116        |
| 35º     | Iguatemi                   | 196.025        |
| 36º     | Porto Murtinho             | 194.882        |
| 37º     | Bonito                     | 194.304        |
| 38º     | Ivinhema                   | 190.023        |
| 39º     | Brasilândia                | 188.768        |
| 40º     | Fátima do Sul              | 177.655        |
| 41º     | Itaquiraí                  | 165.431        |
| 42º     | Terenos                    | 156.255        |
| 43º     | Mundo Novo                 | 154.357        |
| 44º     | Nioaque                    | 152.978        |
| 45º     | Batayporã                  | 145.869        |
| 46º     | Santa Rita do Pardo        | 139.368        |
| 47º     | Eldorado                   | 134.648        |
| 48º     | Inocência                  | 132.803        |
| 49º     | Bodoquena                  | 114.137        |
| 50º     | Pedro Gomes                | 111.392        |
| 51º     | Ladário                    | 109.562        |
| 52º     | Laguna Carapã              | 103.138        |
| 53º     | Deodápolis                 | 98.966         |
| 54º     | Anaurilândia               | 94.977         |
| 55º     | Bandeirantes               | 93.619         |
| 56º     | Angélica                   | 91.217         |
| 57º     | Guia Lopes da Laguna       | 89.344         |
| 58º     | Tacuru                     | 88.697         |
| 59º     | Antônio João               | 86.780         |
| 60º     | Dois Irmãos do Buriti      | 86.290         |
| 61º     | Sete Quedas                | 85.888         |
| 62º     | Alcinópolis                | 85.066         |
| 63º     | Selvíria                   | 84.676         |
| 64º     | Coronel Sapucaia           | 84.540         |
| 65º     | Glória de Dourados         | 82.253         |
| 66º     | Jaraguari                  | 80.440         |
| 67º     | Caracol                    | 68.734         |
| 68º     | Paranhos                   | 68.609         |
| 69º     | Jateí                      | 65.737         |
| 70º     | Corguinho                  | 62.875         |
| 71º     | Rochedo                    | 56.181         |
| 72º     | Juti                       | 54.336         |
| 73º     | Rio Negro                  | 48.754         |
| 74º     | Novo Horizonte do Sul      | 48.541         |
| 75º     | Vicentina                  | 46.898         |
| 76º     | Figueirão                  | 46.807         |
| 77º     | Douradina                  | 46.294         |
| 78º     | Taquarussu                 | 42.123         |
| 79º     | Japorã                     | 35.513         |
| 80º     | Paraíso das Águas          | -              |